# Шиндріла
Шиндріла (рум. Șindrila) — село у повіті Бузеу в Румунії. Входить до складу комуни Бісока.
Село розташоване на відстані 134 км на північ від Бухареста, 47 км на північ від Бузеу, 104 км на захід від Галаца, 85 км на схід від Брашова.

## Населення
За даними перепису населення 2002 року у селі проживала 241 особа, усі — румуни. Усі жителі села рідною мовою назвали румунську.